# Jan van Herwijnen
Johannes Adrianus George 'Jan' van Herwijnen (Delft, 4 november 1889 – Bergen (NH),  12 april 1965)  was een Nederlands kunstschilder en tekenaar.

## Levensloop
Jan van Herwijnen was autodidact. Hij kwam uit een arbeidersgezin, en toen hij veertien jaar was trok hij al naar Engeland en verdiende daar met allerlei baantjes de kost, ook is hij koksmaat aan boord van zeeschepen geweest.
Hij ontwikkelde zijn aanleg door schilderijen te kopiëren in het Rijksmuseum in Amsterdam. Een beurs in 1912, ter beschikking gesteld door de directeur van het Rijksmuseum, jhr. Van Riemsdijk, stelde hem in staat om zich geheel aan het schilderen en tekenen te wijden. Van Herwijnen reisde veel en werkte enige tijd in Parijs en Zuid-Frankrijk. In januari 1920 had hij al een tentoonstelling in gebouw Heystee aan de Herengracht in Amsterdam waar onder andere zijn tekeningen te zien waren. In 1923 exposeerde hij in Collioure.

## Werk
Hij maakte in 1919 een serie van dertig grote portrettekeningen van psychiatrische patiënten in de Willem Arntsz Hoeve in Utrecht. Ook bekend van hem zijn portretten van overledenen in het mortuarium van het Wilhelminagasthuis in Amsterdam.
Na gewerkt te hebben in Amsterdam, in Arnhem tot 1926 en in Heemstede, vestigde hij zich in 1939 in Bergen, waar zijn stijl tot ontwikkeling kwam. Hier schilderde hij landschappen, bloemenschilderijen en stillevens, die tot de Bergense School worden gerekend.
Hij was lid van Arti et Amicitiae in Amsterdam en in Bergen van het KCB, het KunstenaarsCentrumBergen.

## Tentoonstellingen
In het Museum Kranenburgh in Bergen was in 2008 een grote overzichtstentoonstelling van zijn werk te zien, getiteld Jan van Herwijnen, schilder uit zelfbehoud. Kunsthistorica Caroline Roodenburg-Schadd, conservator bij het Museum voor Moderne Kunst Arnhem (thans Museum Arnhem), schreef onder dezelfde titel een monografie over Van Herwijnen.  De tentoonstelling werd samengesteld door Paul van Herwijnen, jongste zoon van Jan van Herwijnen, en Ype Koopmans.
Van 19 september 2021 t/m 9 januari 2022 was de tentoonstelling Tekenen uit mededogen in Museum More van de portretten van de patiënten van de Willem Arntsz Hoeve.